# Monastero di San Mamiliano
Il monastero di San Mamiliano è un edificio sacro che si trova sull'isola di Montecristo, a 320 metri di altitudine, nell'Arcipelago Toscano.

## Storia
Secondo una tradizione già attestata nel Medioevo, il complesso monastico, fondato da monaci eremiti, sorse attorno al V secolo su un più antico luogo di culto d'età classica intitolato a Giove. Nel 591 il papa Gregorio Magno mandò l'abate Orosio per ristabilire la disciplina nel monastero. I monaci seguivano la regola cenobitica di Pacomio.
Il monastero, che nel 727 fu gravemente danneggiato da un attacco saraceno, era originariamente intitolato al Salvatore ma venne da sempre indicato con il nome di San Mamiliano. A partire dal X secolo, dopo la ricostruzione da parte dei monaci benedettini e grazie alle numerose donazioni di beni e terreni, divenne uno dei più ricchi monasteri della Toscana.
Nel 1237 per volere di papa Gregorio IX la comunità monastica benedettina fu sostituita da quella camaldolese. Il crollo del sistema feudale, le scorrerie saracene e le mire della Repubblica pisana furono le cause principali della graduale decadenza del monastero che, per tali cagioni, fu restaurato nel 1323 dagli stessi monaci. Nel 1553, dopo un'ultima devastante incursione dei pirati turchi di Dragut, alleati con la Francia, venne abbandonato definitivamente dai monaci sotto l'ultimo abate Federico De Bellis e fu, fino alla prima metà dell'Ottocento, saltuariamente abitato da eremiti, che cercavano un luogo di silenzio e di preghiera. Nel 1890 il complesso monastico fu scelto come bersaglio per esercitazioni militari dalla Regia Marina Militare, sotto il comando del vice ammiraglio Giuseppe Lovera Di Maria. Durante la seconda guerra mondiale l'area fu invasa da piccole costruzioni e superfetazioni belliche, poi demolite nel 1990.

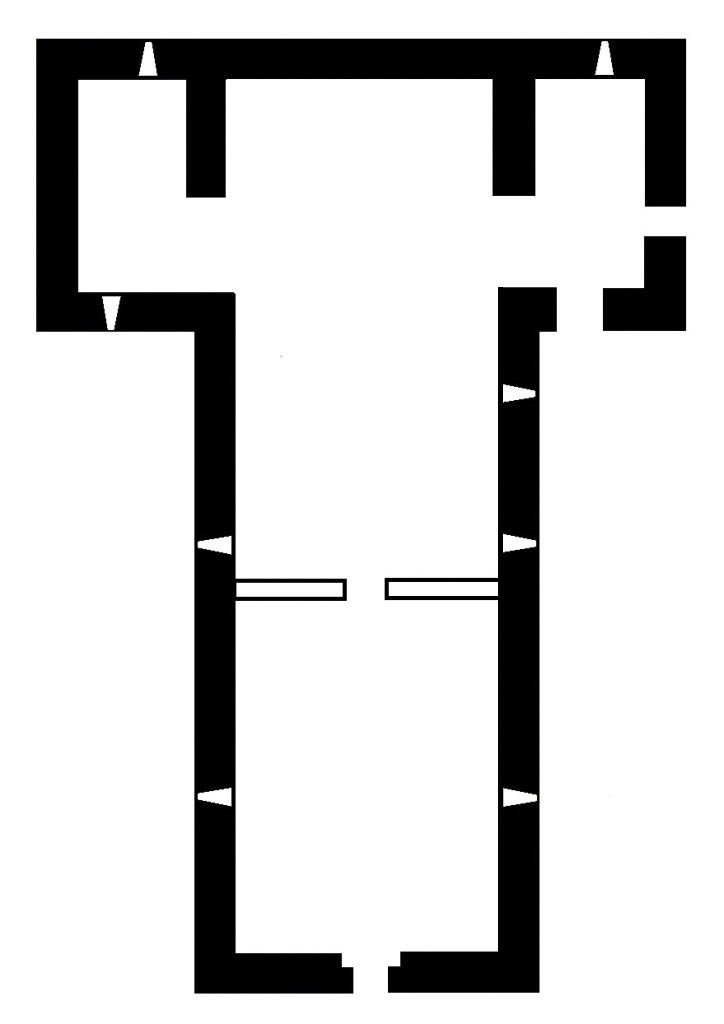
Planimetria del Monastero

## Descrizione
Il complesso monasteriale era composto dalla chiesa, coperta da una volta a botte e lunga 25 metri per 8, dalla sagrestia, da una grande sala per riunioni, da un chiostro con cisterna centrale e dalle stanze riservate ai monaci. All'interno della chiesa giaceva una colonna frammentaria in granodiorite, osservata da Vincenzo Mellini nel 1852. Nelle immediate vicinanze erano presenti un forno e un piccolo orto, dove i monaci coltivavano le piante utili al loro sostentamento e alla cura delle malattie.

## I primi abati del monastero di San Mamiliano
- Silverio      (907)
- Giovanni      (936)
- Mauro         (981)
- Placido       (1002)
- Giulio        (1021)
- Simone        (1023)
- Enrico        (1119)